# Calle de Valverde

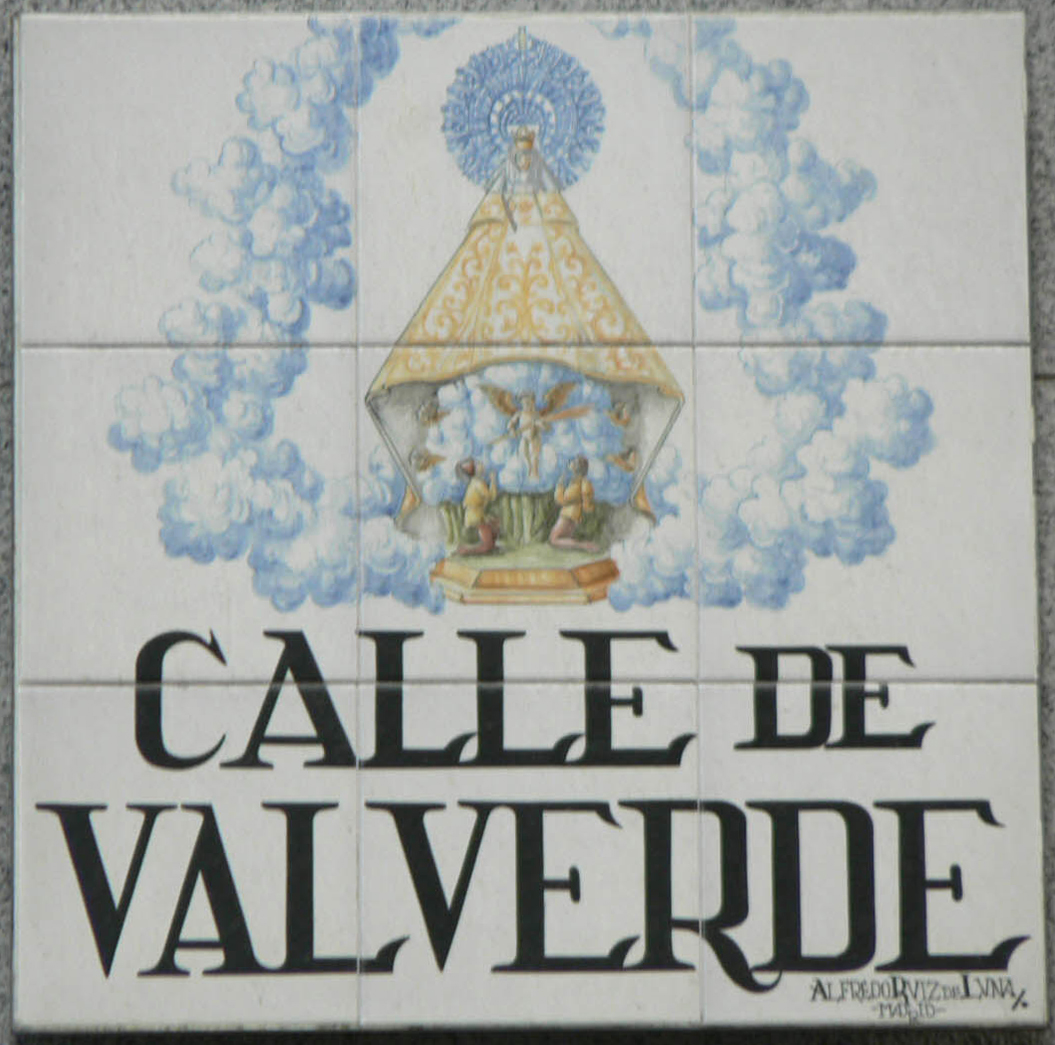
Placa del callejero tradicional de Madrid, por el ceramista Ruiz de Luna.

La calle de Valverde es una vía urbana del barrio de Universidad en el distrito Centro de Madrid (España), que une la Gran Vía con la calle de Colón. En ella tuvieron casa la Academia Española y la de Ciencias.

## Historia
El historiador Fernández de los Ríos relataba que su origen legendario se remonta al tiempo en que se la conocía como calle de las Victorias. Vivían en ella dos hermanas así llamadas por ser nietas de Juan de la Victoria Bracamonte; y ocurrió que estando rondándolas el omnipresente Casanova del barrio, es decir Jacobo de Grattis (luego conocido como Caballero de Gracia), fue asaltado por dos embozados, derribado y humillado con estas palabras: "Avergonzáos, pues habéis de saber que os han vencido las Victorias" (pues resultó que los embozados eran las susodichas hermanas).
El nombre de "Valverde" que tomó en el siglo XVII, menos rocambolesco, le viene de hallarse en el camino a la ermita de la Virgen de Nuestra Señora de Valverde, en el término del pueblo de Fuencarral.
Haciendo esquina con la calle de la Puebla se conserva el convento de don Juan de Alarcón, fundado en 1609 y que todavía administran las Mercedarias Descalzas.

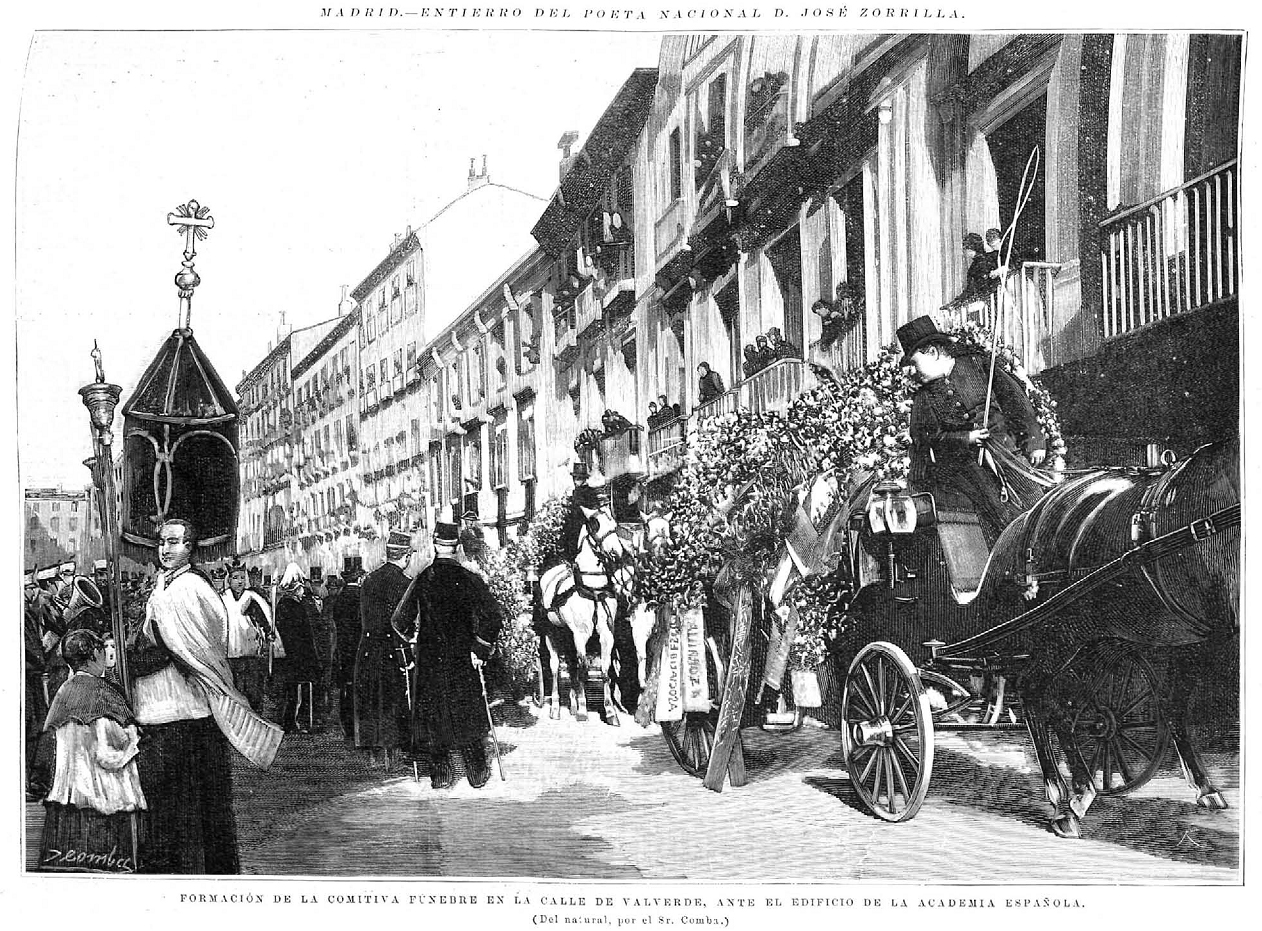
La comitiva fúnebre del entierro del dramaturgo José Zorrilla, a su paso por la calle de Valverde, ante el viejo edificio de la Academia Española, en enero de 1893.

Siguiendo al cronista Pedro de Répide en un recorrido por la calle, se verá que en el tramo que forman las transversales de San Onofre y de la Puebla, se hace Valverde un poco más ancha, estrechándose de nuevo al llegar al convento de mercedarias e iglesia de Juan de Alarcón. En el número 26 se instaló en 1713 la Real Academia Española antes de trasladarse a la calle de Alarcón y dejar su espacio en 1894 a la de Ciencias Exactas, Físicas y Naturales que aún ocupa los números 24 y 26. Siendo aún corporación literaria murió en ella el 23 de enero de 1874 el romántico Antonio María Segovia "El Estudiante", sucesor de Bretón de los Herreros en la Secretaría de la docta casa, en cuyo salón –dicho sea de paso– estuvo expuesto el cadáver de José Zorrilla en enero de 1893, hasta que fue llevado en fúnebre cortejo hasta el cementerio de San Justo, antes de ser trasladados a Valladolid.
Pasada la calle de la Puebla estuvo el oratorio del Espíritu Santo desde 1676, en cuyo entorno pusieron a principios del siglo XX los agustinos colegio e iglesia.
Continúa relatando el cronista Répide que en el número 25, casi frente a la Academia, estuvieron las oficinas y salón de actos de la Sociedad Filantrópica de Milicianos nacionales y militares veteranos de la guerra de la Independencia Española, fundada en 1839 y protegida luego por el general Espartero.

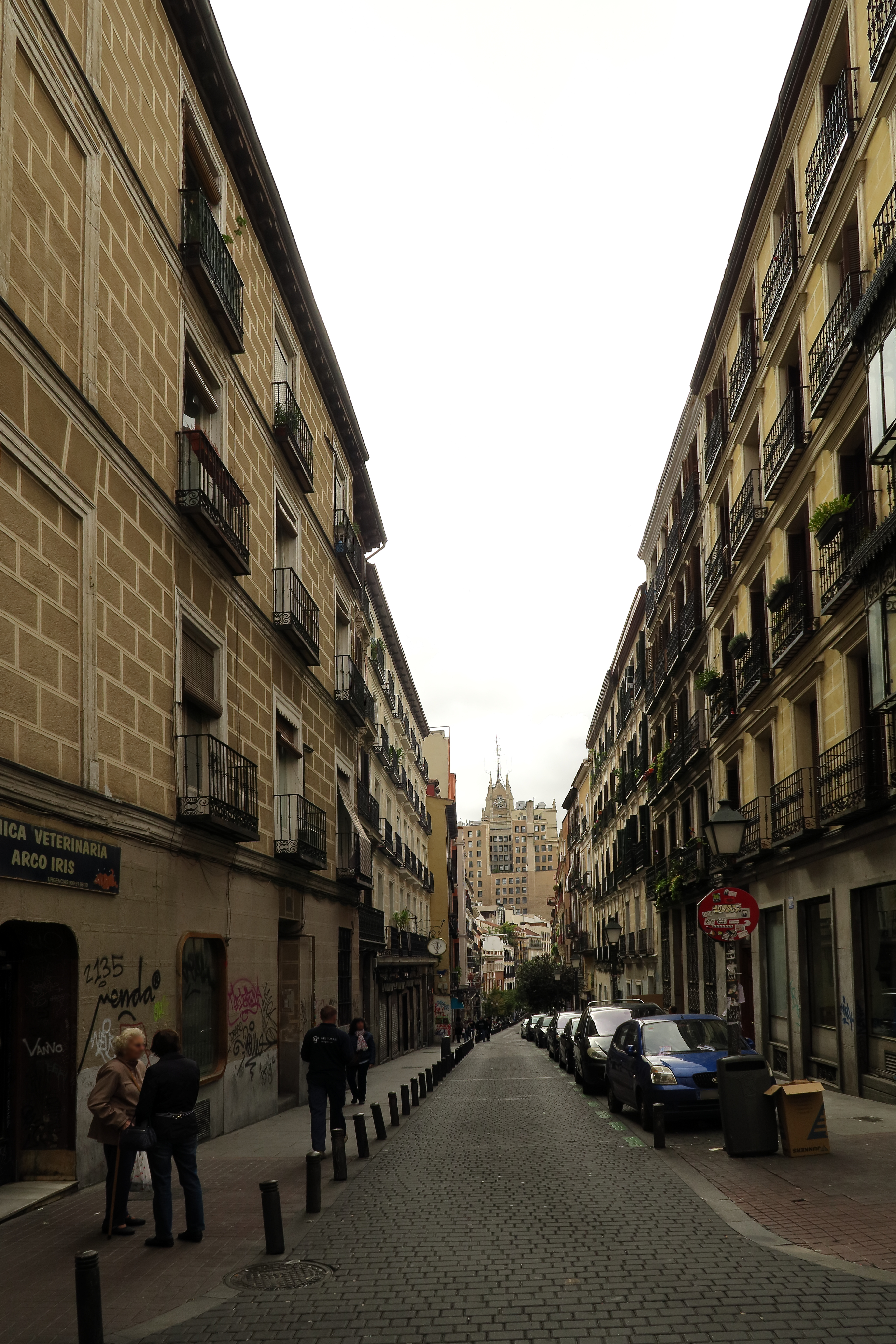
Valverde desde la calle Colón (en 2016)

En su perfil menos escolástico, la calle de Valverde tuvo su rincón libertino en el desaparecido café Habanero, "donde se vivían las noches más locas del barrio", algunos sex shops y discotecas como el Club Yasta.

### Vecinos ilustres
Quizá el más ilustre de ellos fue Francisco de Goya. El pintor habitó en el n.º 15, en el edificio que hace esquina con la calle del Desengaño, inmueble adquirido por el artista en 1800, en el que vivió durante gran parte de la Guerra de la Independencia española y en el que murió en 1812 su esposa Josefa Bayeu.
En el n.º 23 (luego n.º 33), vivió Lucio del Valle, director de las obras del Canal de Isabel II y de la Reforma de la Puerta del Sol; su casa fue una de las primeras que disfrutó de agua corriente en Madrid y en el inicio del siglo XXI conservaba en su interior dos fuentes de vecindad y un pozo.

## En la literatura
Max Aub, en su novela costumbrista La calle de Valverde, publicada en el exilio en 1961, describe la vida y el ambiente de este barrio durante la Dictadura de Primo de Rivera y a través de los vecinos del número 32.